# A167

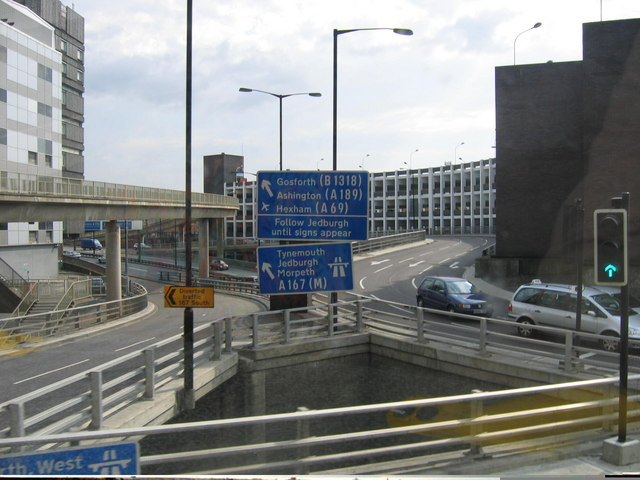
Av- och påfarter till A167(M) i Newcastle.

A167 är en väg mellan Topcliffe i North Yorkshire och Kenton Bar i nordvästra Newcastle-upon-Tyne, via Darlington, Durham och Gateshead. De norra delarna var A1 innan den byggdes ut till motorväg. En del av A167 i centrala Newcastle är själv motorväg, och betecknas där A167(M).